# Monteignet-sur-l'Andelot
 Monteignet-sur-l'Andelot  es una población y comuna francesa, situada en la región de Auvernia, departamento de Allier, en el distrito de Vichy y cantón de Gannat.

## Demografía
| 292 | 283 | 249 | 297 | 287 | 271 |
| Para los censos de 1962 a 1999 la población legal corresponde a la población sin duplicidades (Fuente: INSEE [Consultar]) |     |     |     |     |     |